# Туменбілегіїн Тувшінтулга
Туменбілегіїн Тувшінтулга (монг. Түмэнбилэгийн Түвшинтулга; нар. 22 січня 1992) — монгольський борець вільного стилю, бронзовий призер чемпіонату світу, бронзовий призер чемпіонату Азії, чемпіон світу серед студентів.

## Життєпис
Боротьбою почав займатися з 2007 року.
Виступає за борцівський клуб інституту Гацуур-Олімп. Тренер — Пуревбаатар.

## Спортивні результати на міжнародних змаганнях

### Виступи на Чемпіонатах світу
| Змагання                        | Збірна   | Вагова категорія          | Місце  |
| ------------------------------- | -------- | ------------------------- | ------ |
| Чемпіонат світу з боротьби 2016 | Монголія | вільна боротьба, до 61 кг | 16     |
| Чемпіонат світу з боротьби 2017 | Монголія | вільна боротьба, до 61 кг | 15     |
| Чемпіонат світу з боротьби 2018 | Монголія | вільна боротьба, до 61 кг | Бронза |
| Чемпіонат світу з боротьби 2019 | Монголія | вільна боротьба, до 61 кг | 10     |

### Виступи на Чемпіонатах Азії
| Змагання                       | Збірна   | Вагова категорія          | Місце  |
| ------------------------------ | -------- | ------------------------- | ------ |
| Чемпіонат Азії з боротьби 2016 | Монголія | вільна боротьба, до 61 кг | Бронза |

### Виступи на Азійських іграх
| Змагання           | Збірна   | Вагова категорія          | Місце |
| ------------------ | -------- | ------------------------- | ----- |
| Азійські ігри 2014 | Монголія | вільна боротьба, до 61 кг | 5     |

### Виступи на Кубках світу
| Змагання                    | Збірна   | Вагова категорія          | Місце |
| --------------------------- | -------- | ------------------------- | ----- |
| Кубок світу з боротьби 2016 | Монголія | вільна боротьба, до 61 кг | 6     |
| Кубок світу з боротьби 2018 | Монголія | команда                   | 6     |
| Кубок світу з боротьби 2019 | Монголія | команда                   | 6     |

### Виступи на Чемпіонатах світу серед студентів
| Змагання                                        | Збірна   | Вагова категорія          | Місце  |
| ----------------------------------------------- | -------- | ------------------------- | ------ |
| Чемпіонат світу з боротьби серед студентів 2014 | Монголія | вільна боротьба, до 61 кг | Золото |

### Виступи на інших змаганнях
| Змагання                                               | Збірна   | Вагова категорія          | Місце  |
| ------------------------------------------------------ | -------- | ------------------------- | ------ |
| Кубок Президента Бурятської Республіки з боротьби 2013 | Монголія | вільна боротьба, до 60 кг | 5      |
| Кубок Тахті 2014                                       | Монголія | вільна боротьба, до 57 кг | 22     |
| Турнір Яшара Догу 2014                                 | Монголія | вільна боротьба, до 61 кг | 30     |
| Відкритий кубок Монголії з боротьби 2014               | Монголія | вільна боротьба, до 61 кг | 9      |
| Відкритий кубок Монголії з боротьби 2015               | Монголія | вільна боротьба, до 61 кг | Бронза |
| Турнір Дана Колова — Николи Петрова 2016               | Монголія | вільна боротьба, до 61 кг | 9      |
| Турнір Яшара Догу 2016                                 | Монголія | вільна боротьба, до 61 кг | Срібло |
| Відкритий кубок Монголії з боротьби 2016               | Монголія | вільна боротьба, до 61 кг | Золото |
| Кубок Президента Бурятської Республіки з боротьби 2017 | Монголія | вільна боротьба, до 61 кг | 5      |
| Відкритий кубок Монголії з боротьби 2017               | Монголія | вільна боротьба, до 61 кг | Золото |
| Гран-прі «Іван Яригін» 2018                            | Монголія | вільна боротьба, до 61 кг | Бронза |
| Турнір Дмитра Коркіна 2018                             | Монголія | вільна боротьба, до 61 кг | Срібло |
| Гран-прі «Іван Яригін» 2019                            | Монголія | вільна боротьба, до 57 кг | 7      |
| Відкритий кубок Монголії з боротьби 2019               | Монголія | вільна боротьба, до 57 кг | Бронза |
| Кубок Президента Бурятської Республіки з боротьби 2019 | Монголія | вільна боротьба, до 61 кг | Срібло |
| Чемпіонат Росії з боротьби 2019                        | Монголія | вільна боротьба, до 61 кг | Срібло |
| Міжнародний турнір Дінмухамеда Кунаєва 2019            | Монголія | вільна боротьба, до 57 кг | Золото |

### Виступи на змаганнях молодших вікових груп
| Змагання                                      | Збірна   | Вагова категорія          | Місце  |
| --------------------------------------------- | -------- | ------------------------- | ------ |
| Чемпіонат Азії з боротьби серед кадетів 2009  | Монголія | вільна боротьба, до 54 кг | Срібло |
| Чемпіонат Азії з боротьби серед юніорів 2010  | Монголія | вільна боротьба, до 60 кг | 9      |
| Чемпіонат Азії з боротьби серед юніорів 2011  | Монголія | вільна боротьба, до 60 кг | 5      |
| Чемпіонат Азії з боротьби серед юніорів 2012  | Монголія | вільна боротьба, до 60 кг | 8      |
| Чемпіонат світу з боротьби серед юніорів 2012 | Монголія | вільна боротьба, до 60 кг | 15     |
| Чемпіонат Азії з боротьби серед юніорів 2015  | Монголія | вільна боротьба, до 96 кг | 9      |